# Morella arborea
Espèce
Synonymes
- Morella arborea (Hutch.) Cheek (Hutch.) Cheek (préféré par UICN)[2]
- Myrica arborea Hutch.[3] [2]

Statut de conservation UICN

 VU A3c : Vulnérable
Morella arborea (Hutch.) M. Cheek est une espèce de plantes de la famille des Myricaceae et du genre Morella, endémique de la ligne montagneuse du Cameroun. 

## Description
C'est un arbre monoïque dont la taille est comprise entre 7 et 10 m.

## Distribution
L'espèce a été observée principalement au Cameroun, dans la Région du Nord-Ouest (mont Oku, Laikom, Bamenda Highlands, Djottin, Dom), celle de l'Ouest (monts Bamboutos, massif du Mbam) et celle du Sud-Ouest (mont Manengouba, mont Cameroun) ; également en Guinée équatoriale sur l'île de Bioko, autour de Moka.
C'est l'une des rares espèces d'arbres qu'on ne trouve que sur les hauts plateaux du Cameroun. À l'intérieur de cette zone, elle est assez répandue, mais en général plutôt rare.